# Nationalhymne Jemens
Die Nationalhymne des Jemen wurde von Abdullah Abdulwahab Noman (1916–1982) gedichtet. Die Musik komponierte Ayub Tarisch (* 1943).
Ursprünglich war er nur die Hymne des Südjemens, wurde aber nach der Vereinigung mit dem Nordjemen 1990 zur offiziellen Hymne des Staates erklärt.

## Texte
| Arabisch | Transliteration | Deutsch |
| رددي أيتها الدنيا نشيدي ردديه وأعيدي وأعيدي واذكري في فرحتي كل شهيدي وامنحيه حللّا من ضوء عيدي رددي أيتها الدنيا نشيدي رددي أيتها الدنيا نشيدي وحدتي، وحدتي يا نشيداً رائعاً يملؤ نفسي أنتِ عهدٌ عالقٌ في كل ذِمّة رايتي، رايتي يا نسيجاً حكْتُهُ من كل شمس أخلدي خافقةً في كل قِمّة أمّتي، أمّتي اِمنحيني البأس يا مصدر بأسي واذخريني لك يا أكرم أمّة عشتِ إيماني وحبي أمميا ومسيري فوق دربي عربيّا وسيبقى نبضُ قلبي يمنيّا لن ترى الدنيا على أرضي وصيّا | raddidī aiyatuhā d-dunyā našīdī raddidīhi wa-aʿīdī wa-aʿīdī wa-ḏkurī fī farḥatī kulla šahīdī wa-mnaḥīhi ḥullalan min ḍauʾi ʿīdī raddidī aiyatuhā d-dunyā našīdī waḥdatī, waḥdatī yā našīdān rāʾiʿan yamlaʾu nafsī anti ʿahdun ʿāliqun fī kulli ḏimma rāyatī, rāyatī yā nasīǧan ḥiktuhu min kulli šams uḫludī ḫāfiqatan fī kulli qimma ummatī, ummatī imnaḥīnī l-baʾsa yā maṣdari baʾsī wa-ḏḫurīnī laki yā akrama umma ʿištu Īmānī wa-ḥubbi Umamīyan wa-masīrī fauqa darbī ʿarabīyan wa-sayabqā nabḍu qalbī yamanīyan lan tarā d-dunyā ʿalā arḍī waṣīyan. | Gib wieder, o Welt, mein Lied. Lass es widerhallen immer und immer wieder. Erinnert, durch meine Freude, jedes Märtyrers. Kleidet Sie mit den strahlenden Mänteln unserer Feste. Gib wieder, oh Welt, mein Lied. Meine Einheit, Meine Einheit, Oh ein schönes Lied, das mich ausfüllt. Du bist ein Gelöbnis, das unter jeden Obhut steht. Meine Flagge, Meine Flagge, Oh Stoff, den ich vor jeden Sonnenstrahlen spann verewige dich wehend auf jedem Gipfel. Meine Nation, Meine Nation, gewähre mir die Kraft oh Quelle meiner Kraft und rette mich, um dich zu verteidigen, Oh beste Nation Im Glauben und in der Liebe bin ich Internationalist. Ein Araber bin ich mein ganzes Leben. Mein Herz schlägt im Takt mit Jemen. Kein Fremder wird dieses Land herrschen. |